# هنري كلارك
هنري كلارك (بالإنجليزية: Henry Maitland Clark) هو سياسي بريطاني، ولد في 11 أبريل 1929، وتوفي في 24 مارس 2012 في المملكة المتحدة. في الانتخابات العامة في المملكة المتحدة 1959 ‏، انتخب عضو البرلمان الثاني والأربعون للمملكة المتحدة ‏ عن دائرة أنتريم الشمالية (8 أكتوبر 1959 – 25 سبتمبر 1964) وفي الانتخابات العامة في المملكة المتحدة 1964 ‏، انتخب عضو البرلمان الثالث والأربعون للمملكة المتحدة عن دائرة أنتريم الشمالية (15 أكتوبر 1964 – 10 مارس 1966) وفي الانتخابات العامة في المملكة المتحدة 1966 ‏، انتخب عضو البرلمان الرابع والأربعون للمملكة المتحدة عن دائرة أنتريم الشمالية (31 مارس 1966 – 29 مايو 1970).